# Пасынков, Эмиль Евгеньевич
Эмиль Евгеньевич Па́сынков (1929 — 1990) — советский оперный режиссёр и педагог, профессор (1975).

## Биография
Родился 11 июня 1929 года в Ленинграде.
В 1947 году окончил музыкальную школу-десятилетку при ЛОЛГК по классу фортепиано. В этом же году поступил в Ленинградскую консерваторию, но в связи с профессиональным заболеванием руки перешёл на оперно-режиссёрский факультет в класс Э. И. Каплана.
В 1950 году Пасынков начал творческую деятельность режиссёром отдела музыкального вещания Ленинградского радио, затем телевидения. Член ВКП(б) с 1951 года.
В 1953 году окончил факультет музыкальной режиссуры ЛГК имени Н. А. Римского-Корсакова. Занимался у Э. И. Каплана, Г. А. Товстоногова, Б. А. Фенстера. С этого же года — режиссёр ЛАТОБ имени С. М. Кирова.
В 1960—1970 годах — главный режиссёр Новосибирского АТОБ. В 1960, 1963 и 1967 годах Э. Е. Пасынков был одним из руководителей гастролей НГАТОиБ в Москве. В 1969 году он переехал в Ленинград.
в 1969—1977 годах — заведующий кафедрой музыкальной режиссуры ЛГК имени Н. А. Римского-Корсакова (с 1975 года — профессор).
В 1969—1978 годах главный режиссёр ЛМАТОБ.
В 1978—1981 годах художественный руководитель отдела Ленконцерта.
В 1981—1990 годах главный режиссёр Пермского АТОБ имени П. И. Чайковского, где впервые в СССР была представлена премьера оперы С. С. Прокофьева «Огненный ангел».
Умер 29 октября 1990 года. Похоронен в Ленинграде на Волковском кладбище.

## Награды
- заслуженный деятель искусств РСФСР (1961)
- народный артист РСФСР (1968).
- Государственная премия РСФСР имени М. И. Глинки (1984) — за оперный спектакль «Война и мир» С. С. Прокофьева, поставленный на сцене Пермского АТОБ имени П. И. Чайковского